# Kogeltjesmos
Kogeltjesmos (Weissia longifolia) is een soort uit het geslacht parelmos (Weissia). Het groeit op allerlei bodems.

## Kenmerken
De laagblijvende soort vormt geelgroene of groene, losse, vaak kleine gazons. De planten worden enkele millimeters hoog, maximaal ongeveer 1 centimeter, en zijn enkelvoudig of vertakt. De bladeren zijn lancetvormig tot lineair-lancetvormig, versmald tot een lange punt, staan rechtop als ze nat zijn en sterk gekruld als ze droog zijn. Bovenaan de stengel zijn ze geclusterd als een kuif en groter dan in het onderste deel van de stengel. De bladranden zijn te duidelijk opgerold. De sterke bladnerf komt bovenaan tevoorschijn als een puntige punt. In het bovenste deel van het blad is de nerf aan de ventraal bedekt met korte, groene cellen. De bladcellen in het bovenste deel van het blad zijn afgerond vierkant, dicht papillose en 8 tot 10 micrometer groot; aan de basis van het blad zijn ze rechthoekig, glad en hyaliene.
De geslachtsverdeling is autoecious. Sporencapsules zijn regelmatig aanwezig. De seta is slechts ongeveer 0,5 millimeter lang, de capsule is bolvormig tot eivormig en verzonken in de bladeren. Het capsuledeksel is kort, conisch, slecht gedifferentieerd en laat niet los van de capsule wanneer de sporen rijpen. Er ontbreekt een peristoom. De sporen komen vrij door het verval van de capsulewand; ze zijn papillair en 16 tot 25 micrometer groot.

## Ecologie
Kogeltjesmos heeft een voorkeur voor hellingen zoals dijktaluds en hellingkalkgraslanden. Dergelijke standplaatsen zijn doorgaans op het zuiden en westen geëxponeerd. Het elegante mosje heeft bolronde, vrijwel zittende kapsels ingesloten in sterk gekroesde smalle blaadjes.

## Verspreiding
De soort komt oorspronkelijk uit Europa (inclusief de Canarische Eilanden), delen van Azië en Noord-Afrika. In Europa ligt de verspreidingsgrens in Ierland, Schotland en Zuid-Scandinavië in het noorden en in het Middellandse Zeegebied in het zuiden. In Midden-Europa is het verspreid in de lagere berggebieden en stijgt het zelden tot het hoge bergniveau. In de laaglanden is het zeer zeldzaam.
In Nederland komt kogeltjesmos zeldzaam voor. Het staat niet op de Nederlandse Rode Lijst en is niet bedreigd. Het groeit op zonnige, kalkrijke, lemige en kleiïge standplaatsen in het rivierengebied Zuid-Limburg. Naast de kalkgraslanden van Zuid-Limburg bezit de plant een areaaltje in De Liemers, langs de IJssel en in Groningen. Daarnaast zijn verspreide vondsten in de rest van het rivierengebied bekend. Daarbuiten is de soort –met uitzondering van één vondst op Texel– slechts zeer zelden aangetroffen.

## Fotogalerij

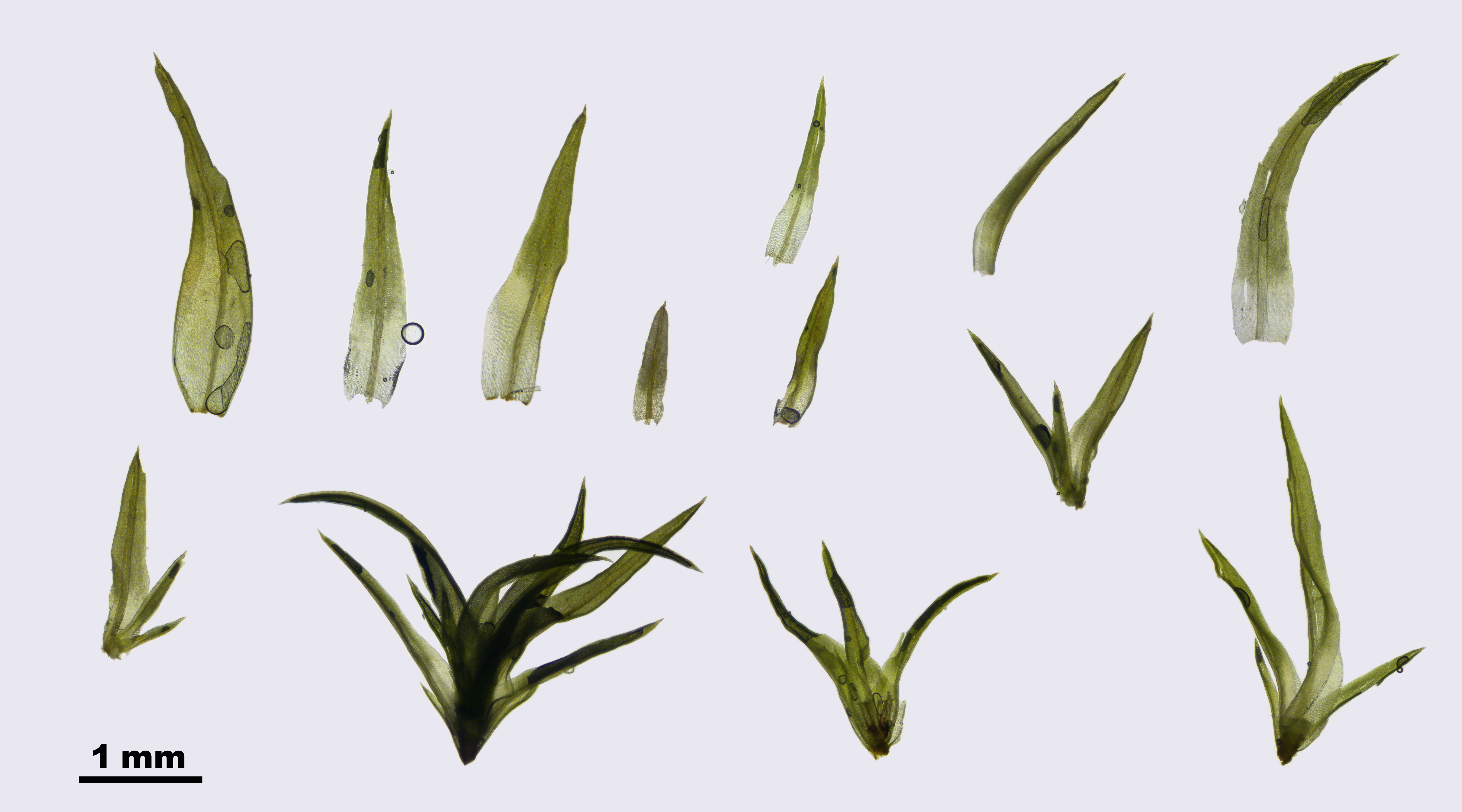
Bladeren
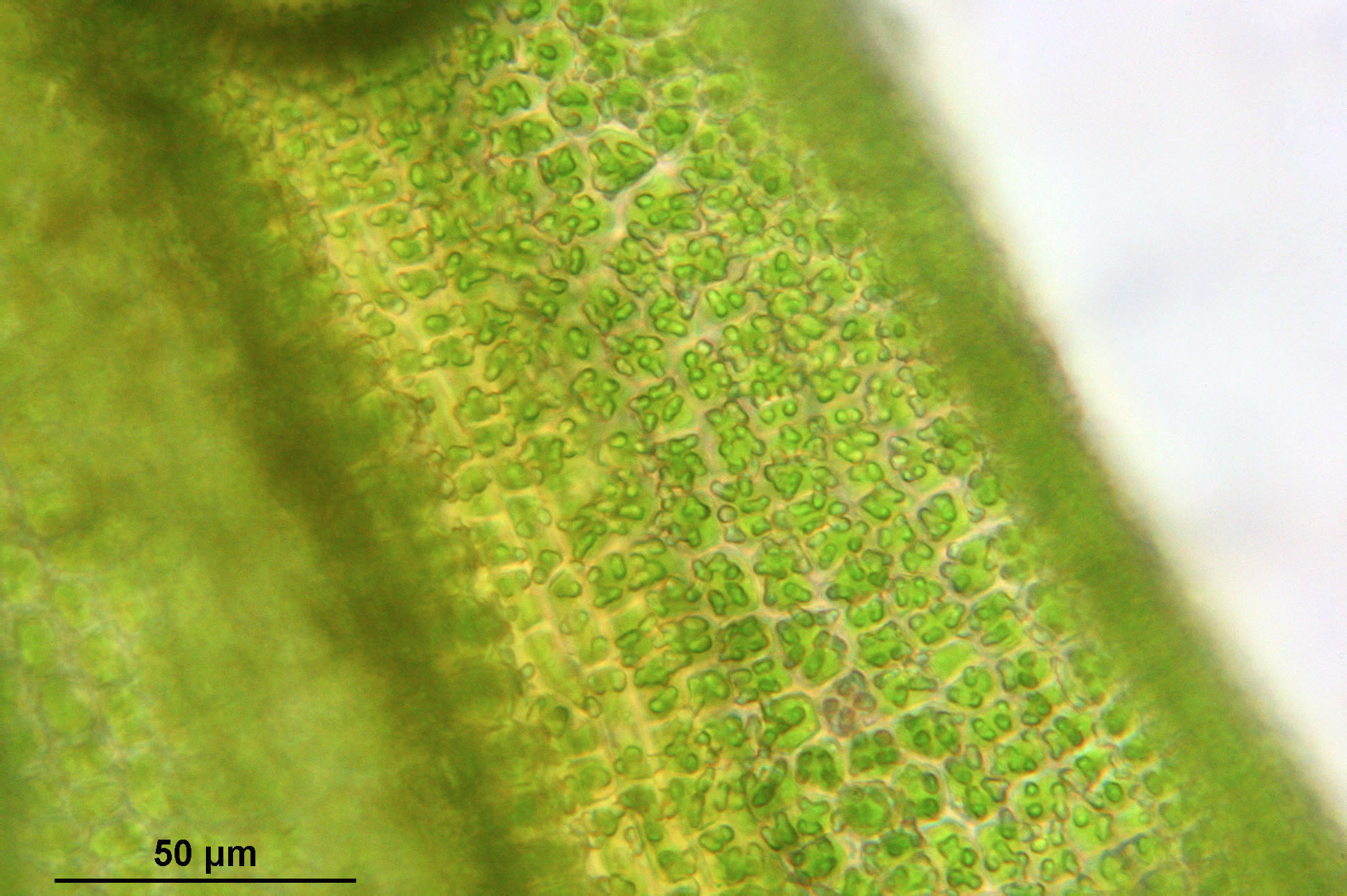
Bladcellen
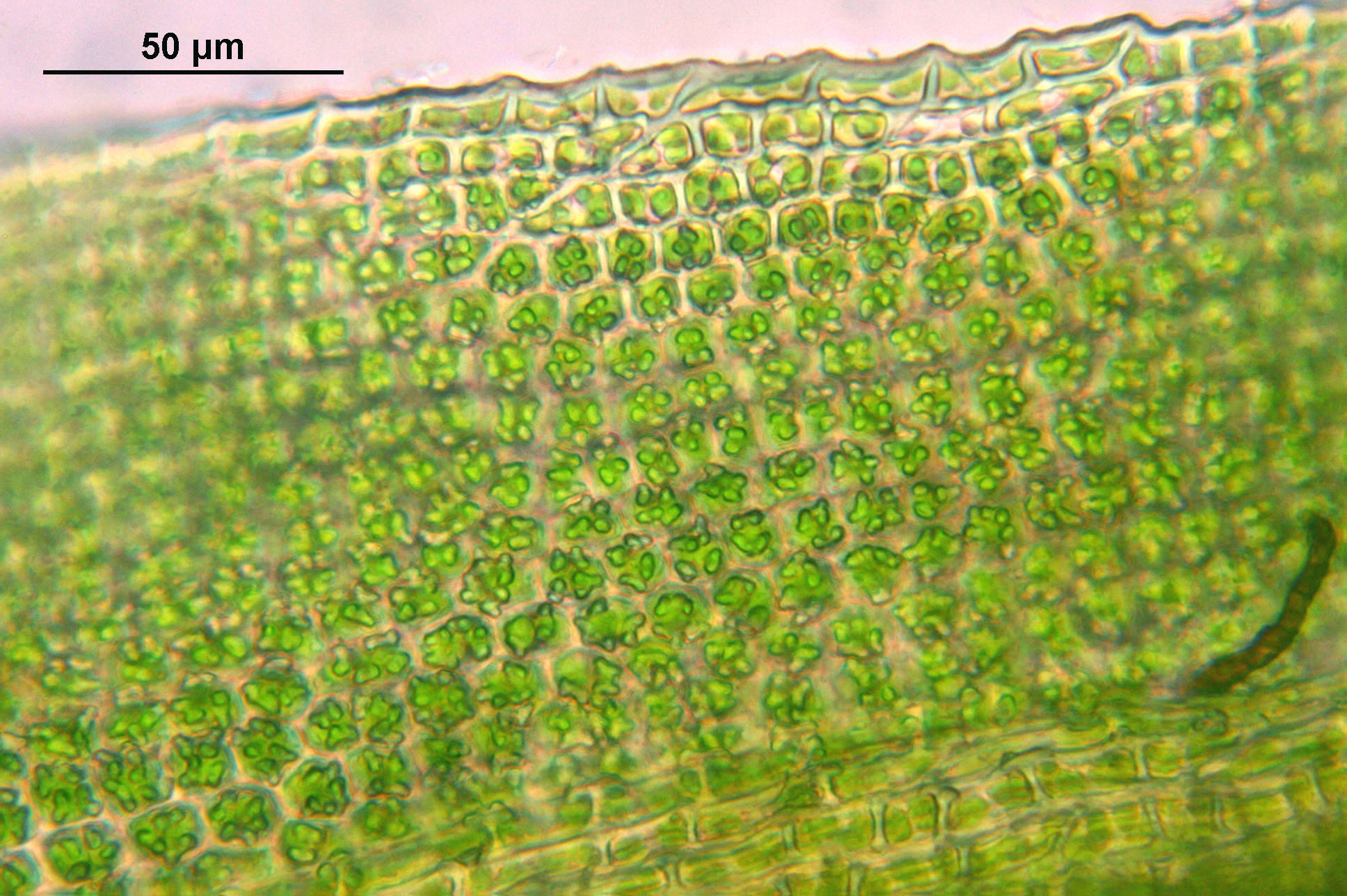
Bladcellen bladrand
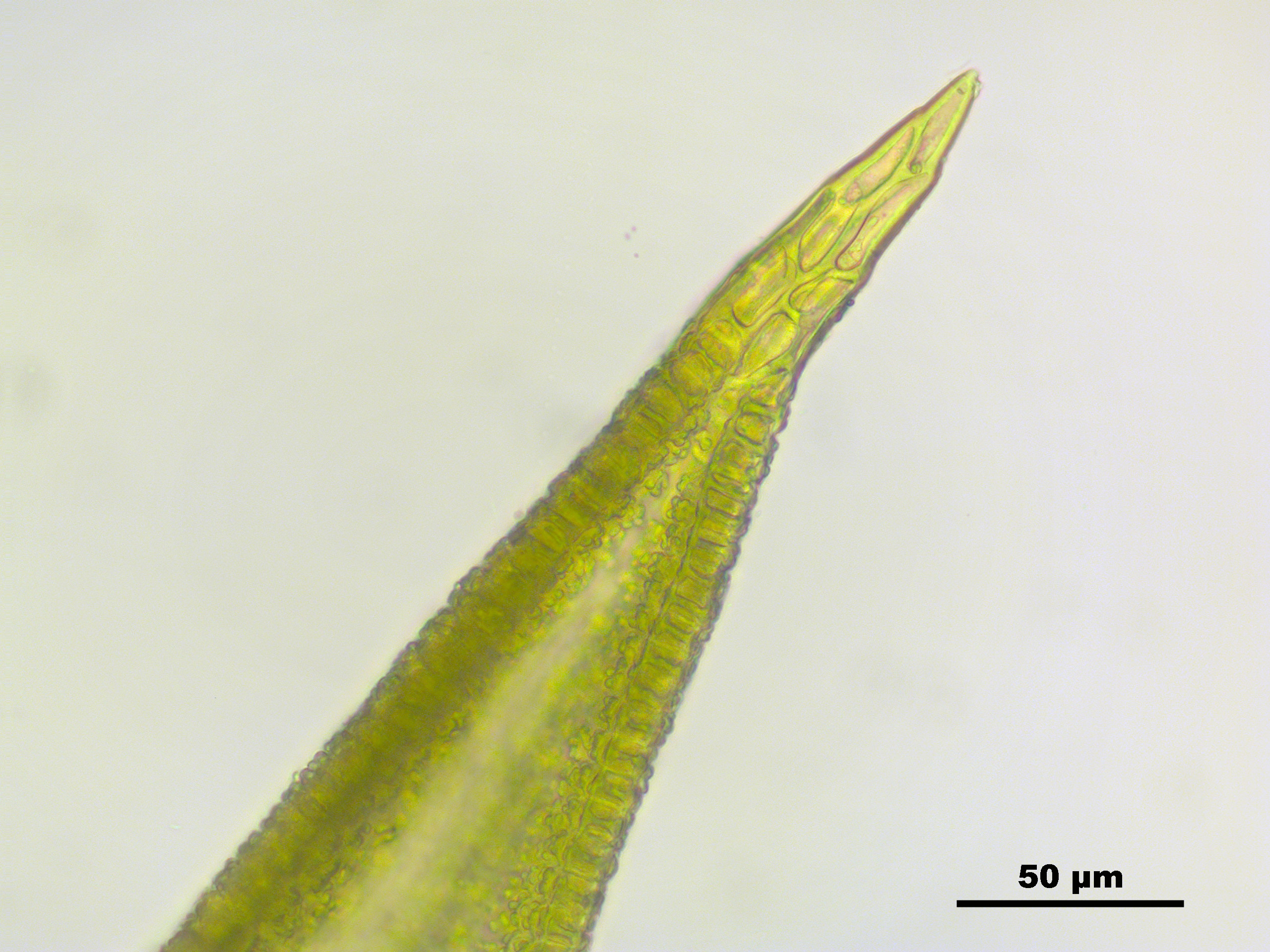
Bladcellen bladtop
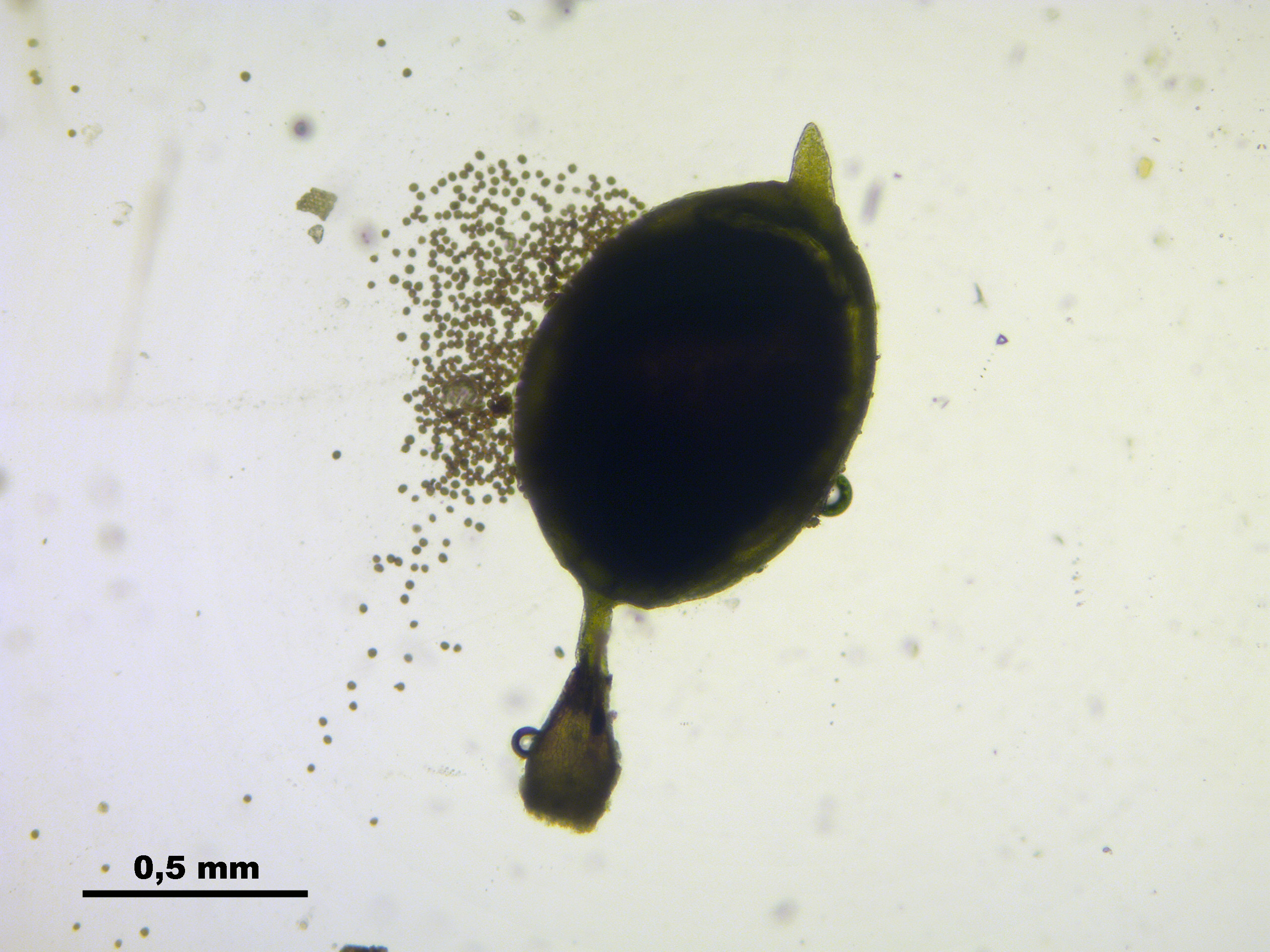
Sporencapsule
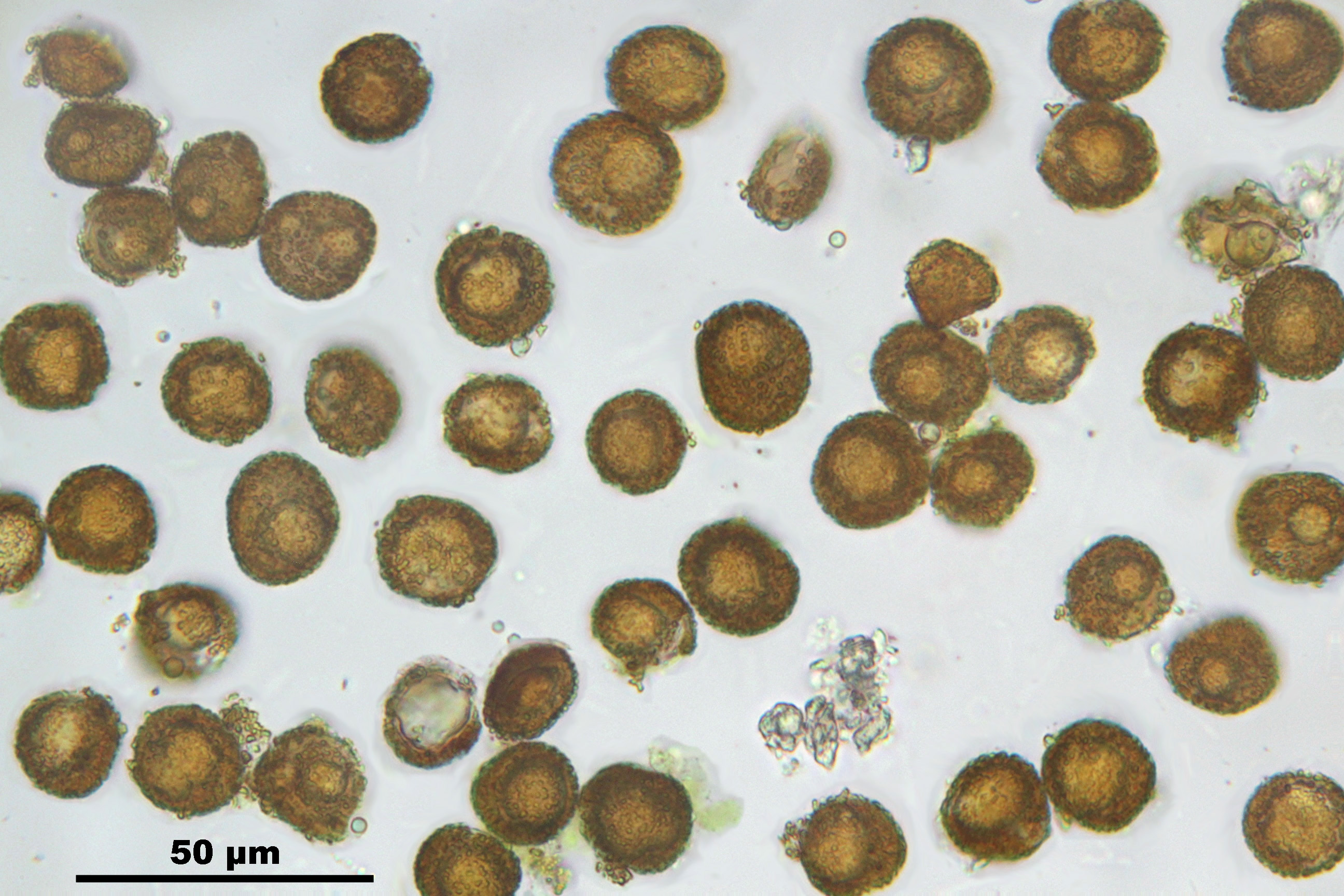
Sporen